# Jacupemba (Aracruz)
Jacupemba é um distrito do município de Aracruz, no Espírito Santo.

## História
O distrito de Jacupemba foi criado pela Lei Estadual n.º 3.611 de 13/12/1983, desmembrado do distrito de Guaraná.

## Geografia

### Localização
O distrito está localizado às margens da BR-101, 40 km ao norte de Aracruz.

### População
Pelo Censo 2010 (IBGE) a população total do distrito era de 6 572 habitantes, e a população urbana era de 5 835 habitantes.